# Rota 7 (Paraguai)
A Rota Número 7, conhecida como Rota 7 e cuja denominação oficial é Rota Nacional N° 7 "Dr. José Gaspar Rodríguez de Francia", é uma rota nacional do Paraguai que une as cidades de Coronel Oviedo (Caaguazú) com Ciudad del Este (Alto Paraná), sendo a continuação da Rota 2, vindo de Assunção e seguindo para o Paraná, via Ponte da Amizade e BR-277 (Porto de Paranaguá). Sua extensão total é de 193 quilômetros. Possui uma ou duas faixas por mão em diferentes zonas de seu percurso.

## Cabines de pedágio
- km 72: Juan Manuel Frutos
- km 180: Minga Guazú

## Municípios atravessados pela rodovia

### NoDepartamento de Caaguazú
- km 0 - Coronel Oviedo
- km 47 - Caaguazú
- km 72 - Doctor Juan Manuel Frutos
- km 84 - Doctor J. Eulogio Estigarribia
- km 112 - José Domingo Ocampos

### NoDepartamento de Alto Paraná
- km 118 - Juan Emílio O'Leary
- km 130 - Doctor Juan León Mallorquín
- km 156 Colonia Yguazú
- km 180 Minga Guazú
- km 193 Ciudad del Este